# Kontakion
Kontakion o Kondakion (Griego: κοντάκιον, kontakion) es un tipo de himno de la Iglesia ortodoxa. El término deriva de la palabra griega κόνταξ (kontax, "palo"), en concreto el eje en el que se enrolla el pergamino. Esto describe el modo en el que las palabras aparecen cuando se lee el rollo. La palabra se usaba en origen para describir una forma de poesía bizantina, cuyos orígenes datan del siglo VI, posiblemente anteriores.
Un kontakion completo era un sermón poético compuesto de 18 a 24 versos o οικοι (ikoi, "casas"). Cada una iba precedida por un preludio llamado κουκουλιων (koukoulion, capucha). Las letras iniciales de cada estrofa formaban un acróstico, que con frecuencia era el nombre del poeta.
Cuando eran cantados con una melodía original, se les llamaba ιδιόμελο (idiomelon, "melodía única").
Con el paso de la historia, fue reemplazado por el canon.